# 음력 10월 21일
음력 10월 21일은 음력 10월의 21번째 날이다.

## 사건
- 1905년 - 을사늑약 체결.

## 문화
- 2007년 - MBC 드림센터 개관.

## 탄생
- 1976년 - 대한민국의 야구 선수 홍성흔.

## 같이 보기
- 음력 360일: 1월 2월 3월 4월 5월 6월 7월 8월 9월 10월 11월 12월
- 전날:10월 20일 다음날:10월 22일 - 전달:9월 21일 다음달:11월 21일
- 양력:10월 21일
- 음력, 윤달